# Get Born Again
Get Born Again – singel amerykańskiego zespołu muzycznego Alice in Chains, promujący wydany w czerwcu 1999 album kompilacyjny Nothing Safe: Best of the Box. Autorem tekstu jest Layne Staley, muzykę skomponował Jerry Cantrell. Czas trwania wynosi 5 minut i 26 sekund. Singel został opublikowany 1 czerwca 1999 nakładem wytwórni Columbia. W Australii ukazał się on w rozszerzonej wersji, wzbogaconej dodatkowo o koncertowe wersje utworów „Man in the Box” i „Angry Chair”.
Członkowie Alice in Chains nagrali kompozycję „Get Born Again” późnym latem 1998, która była ostatnią wspólną sesją ze Staleyem. W 2000 utwór został wyróżniony nominacją do nagrody Grammy w kategorii Best Hard Rock Performance.

## Historia nagrywania
Utwór „Get Born Again” został skomponowany przez Jerry’ego Cantrella w 1998. W pierwotnym założeniu, kompozycja przeznaczona była na solowy album gitarzysty Degradation Trip (który ukazał się w 2002). Cantrell, Mike Inez i Sean Kinney zarejestrowali partie swoich instrumentów w dniach 22–23 sierpnia w Eldorado Recording Studios w Los Angeles, przy współpracy producenta Dave’a Jerdena. Layne Staley pracował nad tekstami. 23 sierpnia planowano nagrywanie partii wokalnych. Proces został odwołany po tym, jak wokalista przyznał, że musi wracać do Seattle na ślub siostry, co okazało się później nieprawdą. Sytuacja ta doprowadziła do konfliktu z Cantrellem i Jerdenem. Członkowie zespołu wraz z producentem chcieli wynająć studio w Seattle, jednak Staley odmówił współpracy z Jerdenem. Muzyk skontaktował się z Tobym Wrightem w celu dokończenia procesu nagrań. Sesja odbyła się w Robert Lang Studios w Shoreline w stanie Waszyngton na przełomie września i października. Kompozycje „Get Born Again” i „Died” są ostatnimi nagranymi przez Staleya wspólnie z zespołem.
W notatce dołączonej do box setu Music Bank (1999) Cantrell odniósł się do procesu nagrań: „Podczas sesji staraliśmy się współpracować z producentem Dave’em Jerdenem, jednak z różnych względów ta współpraca się nie udała. Odbywaliśmy z nim nagrania w Los Angeles, następnie udaliśmy się do Seattle gdzie próbowaliśmy z Tobym Wrightem. Biorąc pod uwagę, że zrobiliśmy to z różnymi producentami i w różnych studiach, nieco przypomnieliśmy klasyczny styl Alice in Chains”.

## Analiza
Autorem tekstu jest Layne Staley. W rozmowie telefonicznej z konsorcjum radiowym Rockline z lipca 1999, muzyk odniósł się do interpretacji warstwy lirycznej: „Tu chodzi tylko o hipokryzję myślę. Obłudę religijną. Od kogo do kogo? To nie musi być powiedziane, że to rodzaj czegoś osobistego”.
„Get Born Again” z początku zaczyna się balladowym wstępem przy użyciu efektu gitarowego wah-wah oraz zastosowania efektu opóźnienia. Podczas zwrotek kompozycja zmienia tempo; brzmienie partii gitar staje się bardziej agresywniejsze, przy użyciu progresywnych akordów. Utwór posiada dynamiczne solo gitarowe, a także cechuje się zmiennym stylem śpiewania Staleya oraz chóralnym wokalem wspierającym Cantrella.

## Teledysk
Teledysk „Get Born Again” został zrealizowany w lipcu 1999. Reżyserią zajął się Paul Fedor. Fabuła przedstawia szalonego naukowca, próbującego odtworzyć własną wersję zespołu. Materiały filmowe przedstawiające Staleya, Cantrella i Kinneya, zostały zapożyczone z wideoklipu „Sea of Sorrow” (1991), natomiast materiały ukazujące Ineza z „What the Hell Have I” (1993). Teledysk został zamieszczony na albumie kompilacyjnym Music Bank: The Videos (1999).

## Wydanie
Singel „Get Born Again” został opublikowany 1 czerwca 1999 nakładem wytwórni Columbia. W Australii wydano rozszerzoną wersję singla, zawierającą na stronie B koncertowe wersje utworów „Man in the Box” i „Angry Chair”, zarejestrowane 2 marca 1993 w Barrowland Ballroom na potrzeby audycji Friday Rock Show w BBC Radio 1.
„Get Born Again” ukazał się w późniejszym czasie na dwóch albumach kompilacyjnych zespołu – Music Bank (1999) oraz The Essential Alice in Chains (2006). 22 kwietnia 2017 kompozycja ukazała się w zremasterowanej wersji na specjalnym podwójnym winylu „Get Born Again”/„What the Hell Have I”, wydanym z okazji Record Store Day.

## Odbiór

### Krytyczny
Recenzent „Rolling Stone’a” James Hunter opisał utwór jako „brzmienie podnoszone przez złowrogie chorały, utwardzane przez cięte brzmienie gitar”. Autor podkreślił, że partie wokalne Staleya są kilkukrotnie powtórzone.

### Komercyjny
12 czerwca 1999 singel „Get Born Again” zadebiutował na 17. lokacie Mainstream Rock Tracks. 17 lipca, po sześciu tygodniach obecności na liście, uplasował się na 4. miejscu, na którym pozostał do 7 sierpnia. W sumie utwór notowany był przez dziewiętnaście tygodni. 12 czerwca singel zadebiutował na 25. lokacie w zestawieniu Modern Rock Tracks. 26 czerwca dotarł do 12. miejsca, na którym pozostał przez dwa tygodnie. Łącznie utwór Alice in Chains notowany był przez dwanaście tygodni. „Get Born Again” został odnotowany również na listach w Kanadzie, gdzie dotarł do 20. lokaty notowania RPM Rock Report oraz Polsce, osiągając 37. miejsce listy przebojów Programu Trzeciego.
W zestawieniu końcoworocznym Mainstream Rock Tracks z 25 grudnia 1999, opracowanym przez tygodnik „Billboard”, singel „Get Born Again” zajął 22. pozycję.

### Nagrody i nominacje
23 lutego 2000, podczas gali rozdania nagród Grammy w Staples Center, utwór „Get Born Again” został wyróżniony nominacją w kategorii Best Hard Rock Performance.

## Lista utworów na singlu
singel CD (CSK42214):
| Nr | Tytuł utworu                      | Autorzy                       | Długość |
| -- | --------------------------------- | ----------------------------- | ------- |
| 1. | „Get Born Again” (wersja radiowa) | Layne Staley • Jerry Cantrell | 4:26    |
| 2. | „Get Born Again”                  | Staley • Cantrell             | 5:26    |
|    |                                   |                               | 9:52    |

singel CD (667514 2):
| Nr | Tytuł utworu                         | Autorzy           | Długość |
| -- | ------------------------------------ | ----------------- | ------- |
| 1. | „Get Born Again” (wersja radiowa)    | Staley • Cantrell | 4:26    |
| 2. | „Get Born Again”                     | Staley • Cantrell | 5:26    |
| 3. | „Angry Chair” (wersja koncertowa)    | Staley            | 4:24    |
| 4. | „Man in the Box” (wersja koncertowa) | Staley • Cantrell | 5:10    |
|    |                                      |                   | 19:26   |

winyl 2×7” (889854051471):
| Nr | Tytuł utworu                    | Autorzy                                     | Długość |
| -- | ------------------------------- | ------------------------------------------- | ------- |
| 1. | „What the Hell Have I” (remiks) | Cantrell                                    | 3:58    |
| 2. | „A Little Bitter” (remiks)      | Staley • Cantrell • Mike Inez • Sean Kinney | 3:52    |
| 3. | „Get Born Again”                | Staley • Cantrell                           | 5:26    |
| 4. | „Died”                          | Staley • Cantrell                           | 6:06    |
|    |                                 |                                             | 19:22   |

## Personel
Opracowano na podstawie materiału źródłowego:
|  | Alice in Chains - Layne Staley – śpiew - Jerry Cantrell – gitara rytmiczna, gitara prowadząca, wokal wspierający - Mike Inez – gitara basowa - Sean Kinney – perkusja | Produkcja - Producent muzyczny: Dave Jerden, Toby Wright, Alice in Chains - Inżynier dźwięku: Bryan Carlstrom, Dave Jerden, Scott Olson, Toby Wright - Miksowanie: Toby Wright - Mastering: Stephen Marcussen |

## Notowania
| Lista (1999)                                       | Pozycja |
| -------------------------------------------------- | ------- |
| Bubbling Under Hot 100 Singles (Stany Zjednoczone) | 6       |
| Lista przebojów Programu Trzeciego (Polska)        | 37      |
| Mainstream Rock Tracks (Stany Zjednoczone)         | 4       |
| Modern Rock Tracks (Stany Zjednoczone)             | 12      |
| RPM Rock Report (Kanada)                           | 20      |

### Notowania końcoworoczne
| Lista (1999)                               | Pozycja |
| ------------------------------------------ | ------- |
| Mainstream Rock Tracks (Stany Zjednoczone) | 22      |